# Llista d'asteroides/204801-204900
| Nom      | Designació provisional | Data de descobriment   | Lloc de descobriment | Descobridor/s          |
| -------- | ---------------------- | ---------------------- | -------------------- | ---------------------- |
| 204801 - | 2006 RS59              | 15 de setembre de 2006 | Kitt Peak            | Spacewatch             |
| 204802 - | 2006 SS22              | 17 de setembre de 2006 | Anderson Mesa        | LONEOS                 |
| 204803 - | 2006 SQ98              | 18 de setembre de 2006 | Kitt Peak            | Spacewatch             |
| 204804 - | 2006 SU373             | 16 de setembre de 2006 | Apache Point         | A. C. Becker           |
| 204805 - | 2006 TS9               | 11 d'octubre de 2006   | Modra                | Modra                  |
| 204806 - | 2007 GX10              | 11 d'abril de 2007     | Kitt Peak            | Spacewatch             |
| 204807 - | 2007 GQ23              | 11 d'abril de 2007     | Kitt Peak            | Spacewatch             |
| 204808 - | 2007 GH27              | 14 d'abril de 2007     | Kitt Peak            | Spacewatch             |
| 204809 - | 2007 HJ27              | 18 d'abril de 2007     | Mount Lemmon         | Mount Lemmon Survey    |
| 204810 - | 2007 JQ30              | 11 de maig de 2007     | Mount Lemmon         | Mount Lemmon Survey    |
| 204811 - | 2007 LO33              | 11 de juny de 2007     | Siding Spring        | SSS                    |
| 204812 - | 2007 ME3               | 16 de juny de 2007     | Kitt Peak            | Spacewatch             |
| 204813 - | 2007 MM6               | 21 de juny de 2007     | Tiki                 | S. F. Hönig, N. Teamo  |
| 204814 - | 2007 MD10              | 21 de juny de 2007     | Anderson Mesa        | LONEOS                 |
| 204815 - | 2007 NP1               | 10 de juliol de 2007   | Siding Spring        | SSS                    |
| 204816 - | 2007 OZ                | 16 de juliol de 2007   | Vallemare di Borbona | V. S. Casulli          |
| 204817 - | 2007 OE1               | 18 de juliol de 2007   | Mount Lemmon         | Mount Lemmon Survey    |
| 204818 - | 2007 OE4               | 22 de juliol de 2007   | Tiki                 | S. F. Hönig, N. Teamo  |
| 204819 - | 2007 PU1               | 6 d'agost de 2007      | Reedy Creek          | J. Broughton           |
| 204820 - | 2007 PY2               | 7 d'agost de 2007      | Reedy Creek          | J. Broughton           |
| 204821 - | 2007 PJ10              | 9 d'agost de 2007      | Socorro              | LINEAR                 |
| 204822 - | 2007 PZ10              | 11 d'agost de 2007     | OAM                  | La Sagra               |
| 204823 - | 2007 PX13              | 8 d'agost de 2007      | Socorro              | LINEAR                 |
| 204824 - | 2007 PP17              | 9 d'agost de 2007      | Socorro              | LINEAR                 |
| 204825 - | 2007 PS18              | 9 d'agost de 2007      | Socorro              | LINEAR                 |
| 204826 - | 2007 PL20              | 9 d'agost de 2007      | Socorro              | LINEAR                 |
| 204827 - | 2007 PR20              | 9 d'agost de 2007      | Socorro              | LINEAR                 |
| 204828 - | 2007 PF22              | 10 d'agost de 2007     | Kitt Peak            | Spacewatch             |
| 204829 - | 2007 PJ24              | 12 d'agost de 2007     | Socorro              | LINEAR                 |
| 204830 - | 2007 PP25              | 13 d'agost de 2007     | Bisei SG Center      | BATTeRS                |
| 204831 - | 2007 PQ28              | 14 d'agost de 2007     | Zvezdno Obshtestvo   | Zvezdno Obshtestvo     |
| 204832 - | 2007 PH31              | 5 d'agost de 2007      | Socorro              | LINEAR                 |
| 204833 - | 2007 PY34              | 9 d'agost de 2007      | Kitt Peak            | Spacewatch             |
| 204834 - | 2007 PN35              | 10 d'agost de 2007     | Kitt Peak            | Spacewatch             |
| 204835 - | 2007 PC45              | 10 d'agost de 2007     | Kitt Peak            | Spacewatch             |
| 204836 - | 2007 QS1               | 16 d'agost de 2007     | XuYi                 | PMO NEO Survey Program |
| 204837 - | 2007 QM2               | 21 d'agost de 2007     | Hibiscus             | S. F. Hönig, N. Teamo  |
| 204838 - | 2007 QQ6               | 21 d'agost de 2007     | Anderson Mesa        | LONEOS                 |
| 204839 - | 2007 QK13              | 16 d'agost de 2007     | XuYi                 | PMO NEO Survey Program |
| 204840 - | 2007 RD3               | 3 de setembre de 2007  | Catalina             | CSS                    |
| 204841 - | 2007 RJ13              | 3 de setembre de 2007  | Catalina             | CSS                    |
| 204842 - | 2007 RN19              | 5 de setembre de 2007  | Lulin Observatory    | LUSS                   |
| 204843 - | 2007 RF21              | 3 de setembre de 2007  | Catalina             | CSS                    |
| 204844 - | 2007 RT23              | 3 de setembre de 2007  | Catalina             | CSS                    |
| 204845 - | 2007 RG38              | 8 de setembre de 2007  | Anderson Mesa        | LONEOS                 |
| 204846 - | 2007 RD48              | 9 de setembre de 2007  | Mount Lemmon         | Mount Lemmon Survey    |
| 204847 - | 2007 RN63              | 10 de setembre de 2007 | Mount Lemmon         | Mount Lemmon Survey    |
| 204848 - | 2007 RK70              | 10 de setembre de 2007 | Kitt Peak            | Spacewatch             |
| 204849 - | 2007 RK105             | 11 de setembre de 2007 | Catalina             | CSS                    |
| 204850 - | 2007 RD121             | 12 de setembre de 2007 | Mount Lemmon         | Mount Lemmon Survey    |
| 204851 - | 2007 RW130             | 12 de setembre de 2007 | Mount Lemmon         | Mount Lemmon Survey    |
| 204852 - | 2007 RH133             | 15 de setembre de 2007 | Taunus               | Taunus                 |
| 204853 - | 2007 RB136             | 14 de setembre de 2007 | Mount Lemmon         | Mount Lemmon Survey    |
| 204854 - | 2007 RF140             | 13 de setembre de 2007 | Socorro              | LINEAR                 |
| 204855 - | 2007 RT140             | 13 de setembre de 2007 | Socorro              | LINEAR                 |
| 204856 - | 2007 RS155             | 10 de setembre de 2007 | Mount Lemmon         | Mount Lemmon Survey    |
| 204857 - | 2007 RM156             | 10 de setembre de 2007 | Mount Lemmon         | Mount Lemmon Survey    |
| 204858 - | 2007 RN176             | 10 de setembre de 2007 | Catalina             | CSS                    |
| 204859 - | 2007 RF180             | 11 de setembre de 2007 | Catalina             | CSS                    |
| 204860 - | 2007 RX193             | 12 de setembre de 2007 | Kitt Peak            | Spacewatch             |
| 204861 - | 2007 RP204             | 9 de setembre de 2007  | Kitt Peak            | Spacewatch             |
| 204862 - | 2007 RC206             | 10 de setembre de 2007 | Mount Lemmon         | Mount Lemmon Survey    |
| 204863 - | 2007 RF211             | 11 de setembre de 2007 | Kitt Peak            | Spacewatch             |
| 204864 - | 2007 RK211             | 11 de setembre de 2007 | Mount Lemmon         | Mount Lemmon Survey    |
| 204865 - | 2007 RU233             | 12 de setembre de 2007 | Mount Lemmon         | Mount Lemmon Survey    |
| 204866 - | 2007 RE235             | 12 de setembre de 2007 | Mount Lemmon         | Mount Lemmon Survey    |
| 204867 - | 2007 RQ242             | 15 de setembre de 2007 | Socorro              | LINEAR                 |
| 204868 - | 2007 RE267             | 15 de setembre de 2007 | Kitt Peak            | Spacewatch             |
| 204869 - | 2007 RL275             | 6 de setembre de 2007  | Siding Spring        | SSS                    |
| 204870 - | 2007 RJ278             | 5 de setembre de 2007  | Catalina             | CSS                    |
| 204871 - | 2007 RB285             | 12 de setembre de 2007 | Mount Lemmon         | Mount Lemmon Survey    |
| 204872 - | 2007 RE295             | 14 de setembre de 2007 | Mount Lemmon         | Mount Lemmon Survey    |
| 204873 - | 2007 SW1               | 17 de setembre de 2007 | Taunus               | Taunus                 |
| 204874 - | 2007 SR4               | 20 de setembre de 2007 | Altschwendt          | W. Ries                |
| 204875 - | 2007 SZ8               | 18 de setembre de 2007 | Kitt Peak            | Spacewatch             |
| 204876 - | 2007 TZ1               | 4 d'octubre de 2007    | Mount Lemmon         | Mount Lemmon Survey    |
| 204877 - | 2007 TF5               | 4 d'octubre de 2007    | Kitt Peak            | Spacewatch             |
| 204878 - | 2007 TE14              | 3 d'octubre de 2007    | Hibiscus             | Hibiscus               |
| 204879 - | 2007 TM32              | 6 d'octubre de 2007    | Kitt Peak            | Spacewatch             |
| 204880 - | 2007 TQ66              | 10 d'octubre de 2007   | Chante-Perdrix       | Chante-Perdrix         |
| 204881 - | 2007 TR95              | 7 d'octubre de 2007    | Catalina             | CSS                    |
| 204882 - | 2007 TJ127             | 6 d'octubre de 2007    | Kitt Peak            | Spacewatch             |
| 204883 - | 2007 TR128             | 6 d'octubre de 2007    | Kitt Peak            | Spacewatch             |
| 204884 - | 2007 TB136             | 8 d'octubre de 2007    | Catalina             | CSS                    |
| 204885 - | 2007 TD144             | 6 d'octubre de 2007    | Socorro              | LINEAR                 |
| 204886 - | 2007 TC145             | 6 d'octubre de 2007    | Socorro              | LINEAR                 |
| 204887 - | 2007 TX148             | 8 d'octubre de 2007    | Socorro              | LINEAR                 |
| 204888 - | 2007 TH187             | 13 d'octubre de 2007   | Socorro              | LINEAR                 |
| 204889 - | 2007 TR269             | 9 d'octubre de 2007    | Kitt Peak            | Spacewatch             |
| 204890 - | 2007 TR305             | 14 d'octubre de 2007   | Mount Lemmon         | Mount Lemmon Survey    |
| 204891 - | 2007 TY323             | 11 d'octubre de 2007   | Kitt Peak            | Spacewatch             |
| 204892 - | 2007 TQ331             | 11 d'octubre de 2007   | Kitt Peak            | Spacewatch             |
| 204893 - | 2007 TD355             | 11 d'octubre de 2007   | Catalina             | CSS                    |
| 204894 - | 2007 TF372             | 13 d'octubre de 2007   | Mount Lemmon         | Mount Lemmon Survey    |
| 204895 - | 2007 TS375             | 15 d'octubre de 2007   | Mount Lemmon         | Mount Lemmon Survey    |
| 204896 - | 2007 UQ1               | 16 d'octubre de 2007   | Vallemare di Borbona | V. S. Casulli          |
| 204897 - | 2007 UL19              | 18 d'octubre de 2007   | Mount Lemmon         | Mount Lemmon Survey    |
| 204898 - | 2007 UA30              | 19 d'octubre de 2007   | Anderson Mesa        | LONEOS                 |
| 204899 - | 2007 UE56              | 30 d'octubre de 2007   | Mount Lemmon         | Mount Lemmon Survey    |
| 204900 - | 2007 UR90              | 30 d'octubre de 2007   | Mount Lemmon         | Mount Lemmon Survey    |